# Узлоусый дровосек
Дровосек узлоусый (лат.Cerambyx nodulosus) — жук семейства Усачи (Cerambycidae).

## Описание
Длина тела 29 — 46 мм. Окраска тела чёрная. Надкрылья блестящие, на вершине красно-бурые.
Усики самца заметно длиннее тела, заходят за вершину надкрылий девятым члеником. У самки усики достигают последней трети надкрылий; их третий-четвертый членики у самца сильно, у самки слабее вздуты.
Переднеспинка в складках, на диске без продольного возвышения, с острым боковым бугром.
Надкрылья в морщинистой пунктировке, наиболее грубой у основания. Вершинный шовный угол закруглен; в нежных редких коротких волосках, выглядят голыми. Последний стернит брюшка самки с плоской ямкой у вершины.

## Ареал
Мальта, Италия, Балканы, Болгария, южный Крым, Сирия, Турция, Закавказье, отмечен в Грузии (Гагры и Сухуми).
На территории России — Кавказ — северное Причерноморье: район Анапы, Новороссийска и Геленджика. Вероятно, встречается по всему Черноморскому побережью Краснодарского края.

### Местообитания
Населяет лиственные леса и деревостои. Лёт жуков в мае-сентябре, летят на свет, посещают цветы деревьев и кустарников.

## Размножение
Личинка питается подгнившей древесиной, заселяет дуб, бук, ильмовые, клен, сливу, боярышник, грушу, другие плодовые породы. Развитие 3—4 года.

## Численность
Количественные учёты не проводились. Интенсивность сокращения численности не выяснена и требует изучения. Лимитирующие факторы не исследованы

## Замечания по охране
Занесен в Красную книгу России (категория II — сокращающийся в численности вид.)
Рекомендации по охране — создать особо охраняемые природные территории в местах обитания вида, ограничить вырубку лесных массивов в причерноморской зоне Краснодарского края.